# Карлота Феррейра
Карлота Феррейра (хрещена як Петрона Мерседес Феррейро Ґарсія, у першому шлюбі донья Карлота Феррейра де Реґунаґа; 31 січня 1838, Монтевідео, Уругвай — біля 1912, провінція Місьйонес, Аргентина) — уругвайка, що вела скандальне життя, наповнене численними стосунками. Увічнена портретом Хуана Мануеля Бланеса 1883 року, що став іконою уругвайського мистецтва.
привертає увагу численних дослідників та інтерпретаторів.

## Біографія
Про життя Карлотти Ферейра відомо небагато. Недавнє дослідження виявило документи, які стверджують, що вона була донькою Мерседес Феррейро Гарсіа та хрещена як Петрона Мерседес Феррейро Гарсіа 9 грудня 1840 в Церкві Нашої Діви в Маунт-Кармелі.
В 1872 овдовіла після смерті чоловіка, з яким мала трьох дітей, доктора Емерітео Селедоніо Регунага, міністра фінансів Уругваю, старшого від неї на 23 роки, під час уряду Лоренцо Батле-і-Грау. У 1881 році вдруге одружилася з Есек'єлем де Віаном Орібе в Буенос-Айресі, але знову овдовіла. Сім'я другого чоловіка, що походить від Хосе Хоакіна де Віана, була збентежена через недовгий шлюб.
У 1883 Феррейра відвідала студію Хуана Мануеля Бланеса як вдова доктора Регунага, щоб замовити портрет чоловіка із фотографіями в якості референсів. 